# Frahier-et-Chatebier
Frahier-et-Chatebier è un comune francese di 1 224 abitanti situato nel dipartimento dell'Alta Saona nella regione della Borgogna-Franca Contea.

## Società

### Evoluzione demografica
Abitanti censiti